# Elma (Iowa)
Elma es una ciudad situada en el condado de Howard, Iowa, Estados Unidos. Tiene una población estimada, a mediados de 2023, de 490 habitantes.

## Geografía
La localidad está ubicada en las coordenadas 43°14′45″N 92°26′19″O / 43.24583, -92.43861 (43.245705, -92.438689). Según la Oficina del Censo, tiene una superficie de 3.18 km², correspondientes en su totalidad a tierra firme.

## Demografía
Según el censo de 2020, en ese momento había 505 personas residiendo en la localidad. La densidad de población era de 158.81 hab./km². El 96.04% de los habitantes eran blancos, el 0.20% era isleño del Pacífico, el 0.79% eran de otras razas y el 2.97% eran de una mezcla de razas. Del total de la población, el 2.18% eran hispanos o latinos de cualquier raza.